# Clement Chukwu
Clement Chukwu (Umuahia, 7 luglio 1973) è un ex velocista nigeriano, specializzato nei 400 metri piani.

## Biografia
Studente della Eastern Michigan University, fra il 1992 e il 1996 fu squalificato per aver fallito un test antidoping. Partecipò comunque alle Olimpiadi di Atlanta 1996, uscendo nei quarti di finale dei 400, terminando 26º.
Sempre nei 400 vinse la medaglia d'oro all'Universiade 1997 disputatasi in Sicilia, ripetendosi ai Campionati africani di atletica leggera 1998.
Nel 1999 fu argento sempre nei 400 ai Giochi panafricani. Alle Olimpiadi di Sydney 2000 fece parte della staffetta nigeriana 4x400 che vinse la medaglia d'argento, ma che dodici anni dopo ricevette la medaglia d'oro in seguito all'ammissione dell'assunzione di doping da parte di Antonio Pettigrew.

## Palmarès
| Anno | Manifestazione      | Sede         | Evento      | Risultato        | Prestazione | Note                     |
| ---- | ------------------- | ------------ | ----------- | ---------------- | ----------- | ------------------------ |
| 1996 | Giochi olimpici     | Atlanta      | 400 metri   | Quarti di finale | 45"24       |                          |
| 1996 | Giochi olimpici     | Atlanta      | 4x400 metri | Semifinale       | dq          |                          |
| 1997 | Universiade         | Sicilia      | 400 metri   | Oro              | 44"81       | Record delle Universiadi |
| 1998 | Campionati africani | Dakar        | 400 metri   | Oro              | 44"65       | Record dei campionati    |
| 1998 | Campionati africani | Dakar        | 4x400 metri | Bronzo           | 3'05"18     |                          |
| 1999 | Giochi panafricani  | Johannesburg | 400 metri   | Argento          | 45"31       |                          |
| 1999 | Giochi panafricani  | Johannesburg | 4x400 metri | Oro              | 3'01"20     |                          |
| 2000 | Giochi olimpici     | Sydney       | 4x400 metri | Oro              | 2'58"68     |                          |